# Las metamorfosis
Las metamorfosis (Metamorphoseis, en latín; del griego μεταμόρφωσις, 'transformación'), del poeta romano Ovidio, es un poema en quince libros que narra la historia del mundo desde su creación hasta la deificación de Julio César, combinando con libertad mitología e historia. Fue terminado en el año 8 d. C.[cita requerida]
Esta obra literaria es considerada como una obra maestra de la edad de oro de la literatura latina. Una de las obras clásicas más leídas durante la Edad Media y el Renacimiento, Las metamorfosis inspiró a múltiples artistas, como Tiziano, Velázquez y Rubens, y continúa ejerciendo una profunda influencia en la cultura occidental.

## Contenido
Es una obra de difícil clasificación, entre la épica y la didáctica. Fue escrita en hexámetros y consta de más de 250 narraciones mitológicas que se suceden en el tiempo desde el origen del mundo hasta la transformación en estrella del alma de Julio César, describiendo los cambios físicos que hacen las distintas divinidades para conseguir fines distintos, griego y romano.
Se considera uno de los trabajos sobre mitología más populares, una joya de la literatura romana, que llegó a ser la obra más conocida por los escritores medievales y por lo tanto tuvo una gran influencia en la poesía medieval.

### Transmisión de la obra
No se conserva ningún ejemplar de la antigüedad, los manuscritos completos o casi completos datan del siglo XI. La mayor aportación a la tradición fue el trabajo de Nicolaus Hensius que cotejó más de 100 manuscritos entre 1640 y 1652.

## Episodios principales
- Libro I: Cosmogonía, Edades del hombre, Gigantes, Licaón, Dafne, Ío;
- Libro II: Faetón, Calisto, Júpiter y Europa;
- Libro III: Cadmo, Acteón, Eco, Narciso y Penteo;
- Libro IV: Píramo y Tisbe, Leucótoe y Clitia, Salmacis y Hermafrodito, las Mineides, Perseo y Andrómeda;
- Libro V: Fineo, Tifón, el Rapto de Proserpina, Alfeo y Aretusa, las Piérides;
- Libro VI: Aracne, Níobe, Tereo, Filomela y Procne, Bóreas y Oritía;
- Libro VII: Medea, Céfalo y Procris;
- Libro VIII: Niso y Escila, Dédalo e Ícaro, Filemón y Baucis;
- Libro IX: Heracles, Galantis, Dríope, Yolao y los hijos de Calírroe, Biblis, Ifis;
- Libro X: Eurídice, Ganimedes, Jacinto, Pigmalión, Mirra, Adonis, Atalanta, Cipariso;
- Libro XI: Orfeo, Midas, Peleo y Tetis, Dedalión y Quíone, Alcíone y Ceix, Ésaco;
- Libro XII: Ifigenia, Cicno, los Centauros, Céneo, Aquiles;
- Libro XIII: Áyax Telamonio, la Iliupersis, Eneas;
- Libro XIV: Escila, Eneas, Vertumno y Pomona, Rómulo y Hersilia;
- Libro XV: Pitágoras, Hipólito, Asclepio, César.

## Temas

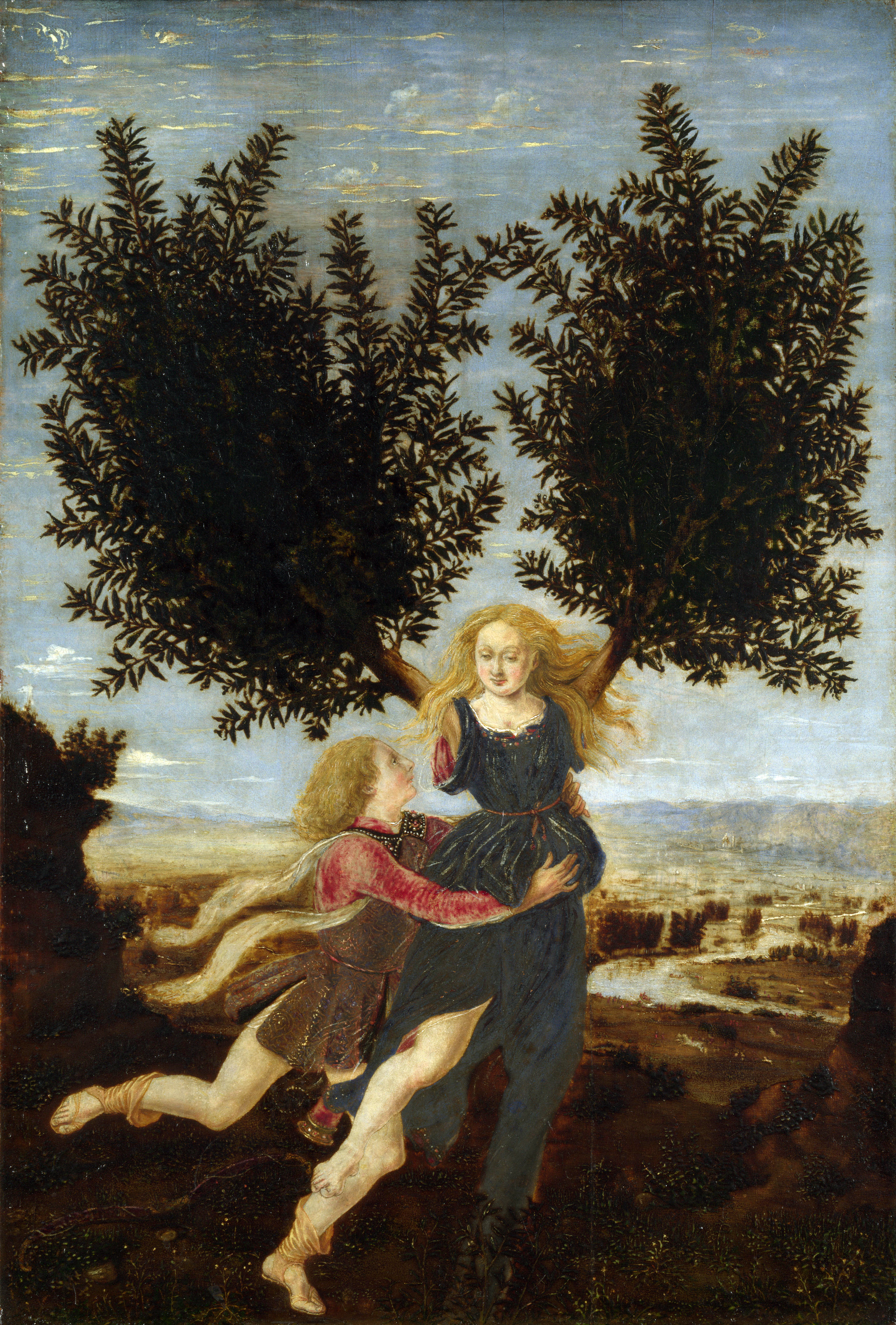
Apolo y Dafne (c. 1470-1480) de Antonio del Pollaiuolo, una de las historias de transformación de las Metamorfosis -él la desea y ella escapa convirtiéndose en un laurel.

Los diferentes géneros y divisiones de la narración permiten a las Metamorfosis mostrar una amplia gama de temas. El académico Stephen M. Wheeler señala que "la metamorfosis, la mutabilidad, el amor, la violencia, el arte y el poder son sólo algunos de los temas unificadores que los críticos han propuesto a lo largo de los años".

### Metamorfosis
En nova fert animus mutatas dicere formas / corpora;

La Metamorfosis o transformación es un tema unificador entre los episodios de las Metamorfosis. Ovidio plantea su importancia de forma explícita en los primeros versos del poema: In nova fert animus mutatas dicere formas / corpora; ("Pretendo hablar de formas cambiadas en nuevas entidades;"). Acompañando a este tema suele haber violencia, infligida a una víctima cuya transformación se convierte en parte del paisaje natural. Este tema amalgama la oposición tan explorada entre el cazador y el cazado y la tensión temática entre arte y naturaleza.
Hay una gran variedad entre los tipos de transformaciones que se producen: de humano a objeto inanimado (Nilo), constelación (Corona de Ariadna), animal (Perdix); de animal (hormigas) y hongo (setas) a humano; de sexo (hienas); y de color (guijarros). Las propias metamorfosis se sitúan a menudo metatextualmente dentro del poema, a través de transformaciones gramaticales o narrativas. Otras veces, las transformaciones se desarrollan en clave de humor o de absurdo, de manera que, poco a poco, "el lector se da cuenta de que le están tomando el pelo", o se cuestiona o subvierte la propia naturaleza de la transformación. Este fenómeno no es más que un aspecto del amplio uso que hace Ovidio de la ilusión y el disfraz.

## Influencia
Pocas obras de la antigüedad clásica, ni de la griega ni de la romana, han ejercido una influencia tan continuada y decisiva en la literatura europea como las Metamorfosis de Ovidio. El surgimiento de las literaturas nacionales francesa, inglesa e italiana en la Baja Edad Media no puede entenderse plenamente sin tener en cuenta el efecto de este extraordinario poema. El único rival que podemos encontrar en nuestra tradición para igualar la omnipresencia de la influencia literaria de las Metamorfosis es quizás (y subrayo quizás) el Antiguo Testamento y las obras de Shakespeare. Ian Johnston
Las Metamorfosis han ejercido una considerable influencia en la literatura y las artes, en particular de Occidente; el erudito A. D. Melville dice que "puede dudarse de que algún poema haya tenido una influencia tan grande en la literatura y en el arte de la civilización occidental como las Metamorfosis". Aunque la mayoría de sus relatos no proceden del propio Ovidio, sino de escritores como Hesíodo y Homero, para otros el poema es su única fuente.
La influencia del poema en las obras de Geoffrey Chaucer es amplia. En Los cuentos de Canterbury, la historia de Coronis y Febo Apolo (Libro II 531-632) se adapta para formar la base de El cuento del Manciple. La historia de Midas (Libro XI 174-193) es referida y aparece -aunque muy alterada- en El cuento de la esposa de Bath. La historia de Ceyx y Alcyone (del Libro IX) es adaptada por Chaucer en su poema El libro de la duquesa, escrito para conmemorar la muerte de Blanche, duquesa de Lancaster y esposa de Juan de Gante.
Las Metamorfosis también fueron una influencia considerable para William Shakespeare. Su Romeo y Julieta está influenciado por la historia de Píramo y Tisbe (Metamorfosis Libro IV); y, en El sueño de una noche de verano, un grupo de actores aficionados representa una obra sobre Píramo y Tisbe. El temprano poema erótico de Shakespeare Venus y Adonis amplía el mito en el Libro X de las Metamorfosis. En Tito Andrónico, la historia de la violación de Lavinia se extrae de la violación de Tereo a Filomela, y el texto de las Metamorfosis se utiliza dentro de la obra para que Tito pueda interpretar la historia de su hija. La mayor parte del discurso de renuncia de Próspero en el acto V de La Tempestad está tomado palabra por palabra de un discurso de Medea en el libro VII de las Metamorfosis.
Entre otros escritores ingleses para los que las Metamorfosis fueron una inspiración se encuentran John Milton —que hizo uso de ellas en El paraíso perdido, considerada su obra maestra— y Edmund Spenser. En Italia, el poema fue una influencia para Giovanni Boccaccio (la historia de Píramo y Tisbe aparece en su poema L'Amorosa Fiammetta) y Dante.

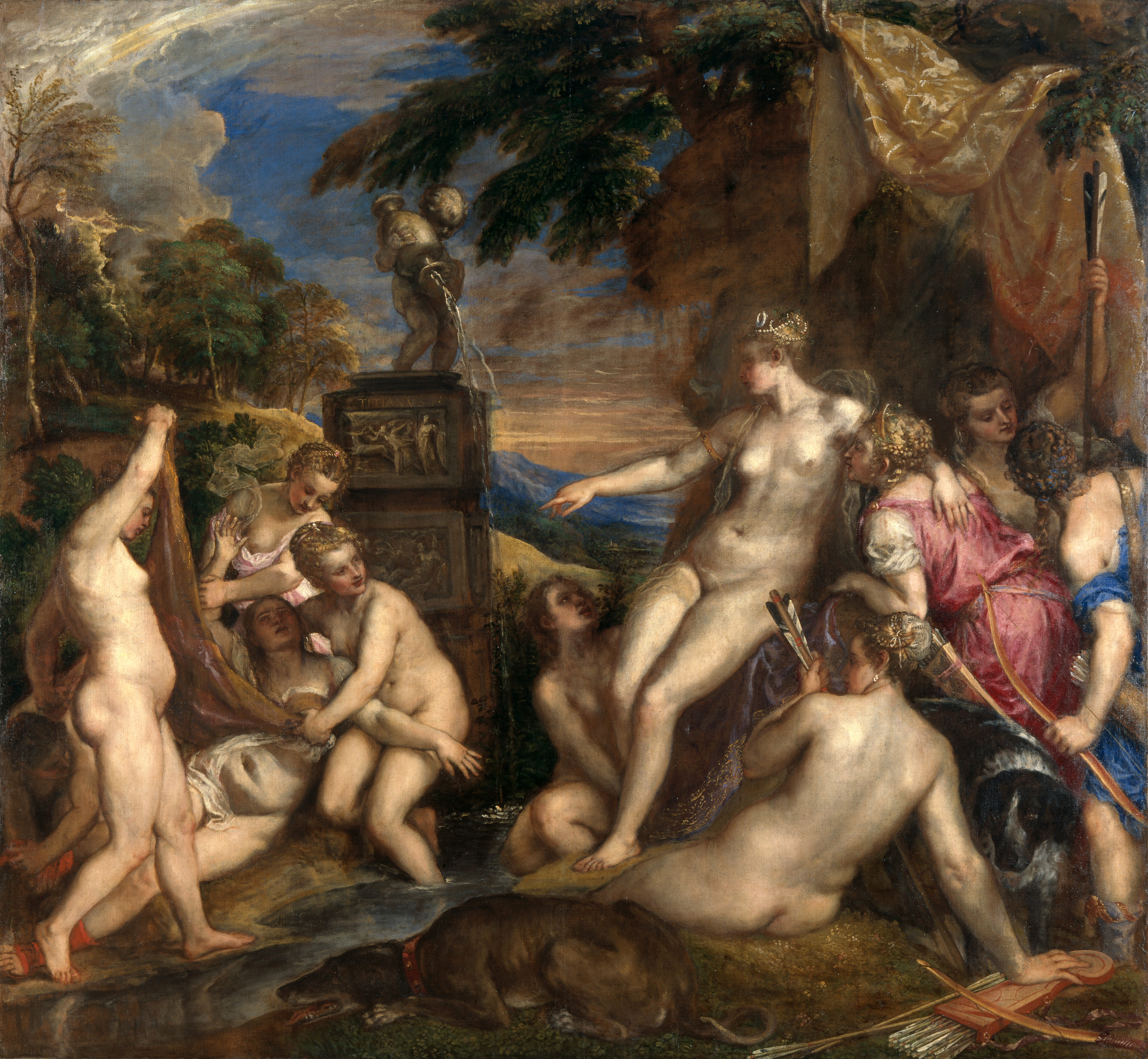
Diana y Calisto (1556-1559) de Titian.

Durante el Renacimiento y el Barroco, los temas mitológicos se representaban con frecuencia en el arte. Las Metamorfosis fueron la mayor fuente de estas narraciones, de manera que el término "ovidiano" en este contexto es sinónimo de mitológico, a pesar de que algunos mitos representados con frecuencia no se encuentran en la obra. Muchas de las historias de las Metamorfosis han sido objeto de pinturas y esculturas, sobre todo en esta época. Algunos de los cuadros más conocidos de Tiziano representan escenas del poema, como Diana y Calisto, Diana y Acteón, y Muerte de Acteón. Estas obras forman parte de La "poesie de Tiziano, una colección de siete pinturas derivadas en parte de las Metamorfosis, inspiradas en antiguas mitologías griegas y romanas, que se reunieron en la exposición de Tiziano en The National Gallery en 2020. Otras obras famosas inspiradas en las Metamorfosis son el cuadro de Pieter Brueghel Paisaje con la caída de Ícaro y la escultura de Gian Lorenzo Bernini Apolo y Dafne. Las Metamorfosis también impregnaron la teoría del arte durante el Renacimiento y el Barroco, con su idea de transformación y la relación de los mitos de Pigmalión y Narciso con el papel del artista.
Aunque Ovidio fue popular durante muchos siglos, el interés por su obra empezó a decaer después del Renacimiento, y su influencia en los escritores del siglo XIX fue mínima. Hacia finales del siglo XX su obra comenzó a ser apreciada de nuevo. Ted Hughes recopiló y recontó veinticuatro pasajes de las Metamorfosis en sus Cuentos de Ovidio, publicados en 1997. En 1998, la adaptación escénica de Mary Zimmerman Metamorfosis se estrenó en la Lookingglass Theatre, y al año siguiente hubo una adaptación de Cuentos de Ovidio por la Royal Shakespeare Company. A principios del siglo XXI, el poema sigue inspirando y siendo relatado a través de libros, películas y obras de teatro. Una serie de obras inspiradas en el libro de Ovidio a través de la tragedia de Diana y Acteón han sido producidas por el colectivo francés LFKs y su director de cine/teatro, escritor y artista visual Jean-Michel Bruyere, incluyendo la instalación audiovisual interactiva de 360° Si poteris narrare, licet ("si eres capaz de hablar de ello, entonces puedes hacerlo") en 2002, 600 cortometrajes y película "media" de la que se han utilizado 22 000 secuencias en la instalación audiovisual de 360° en 3D La Dispersion du Fils de 2008 a 2016, así como una performance al aire libre, "Une Brutalité pastorale" (2000).

## Las metamorfosisen música
Las metamorfosis fue utilizada por el compositor inglés Benjamin Britten en una obra para oboe solo titulada Seis metamorfosis de Ovidio, que evoca las imágenes de la obra.
Infinidad de ejemplos en la música barroca utilizaron episodios de Las metamorfosis para el argumento de cantatas, serenatas y óperas.

## Las metamorfosisen el cine y la TV
Durante el siglo XX se hicieron diversas adaptaciones de varios de los mitos de Las metamorfosis al cine, como puede ser My Fair Lady (1964), protagonizada por Rex Harrison y Audrey Hepburn e inspirada en el mito de Pigmalión, presente en Las metamorfosis. En el siglo XXI, el productor Pedro Alonso Pablos adaptó a dibujos animados varios de los mitos de Las metamorfosis en su miniserie Las metamorfosis de Ovidio.